# Distrikt Huaylillas
Der Distrikt Huaylillas liegt in der Provinz Pataz in der Region La Libertad im Westen von Peru. Der Distrikt besitzt eine Fläche von 92,8 km². Beim Zensus 2017 wurden 1228 Einwohner gezählt. Im Jahr 1993 lag die Einwohnerzahl bei 1049, im Jahr 2007 bei 2338. Die Distriktverwaltung befindet sich in der etwa 2500 m hoch gelegenen Ortschaft Huaylillas mit 477 Einwohnern (Stand 2017). Huaylillas liegt 11 km nordnordwestlich der Provinzhauptstadt Tayabamba.

## Geographische Lage
Der Distrikt Huaylillas befindet sich an der Westflanke der peruanischen Zentralkordillere zentral der Provinz Pataz. Der Río Cajas, ein rechter Nebenfluss des Río Marañón, fließt entlang der südwestlichen Distriktgrenze nach Nordwesten und entwässert dabei das Areal. Die östliche Distriktgrenze verläuft entlang der Wasserscheide zum weiter östlich gelegenen Einzugsgebiet des Río Huallaga.
Der Distrikt Huaylillas grenzt im Süden und im Südwesten an den Distrikt Tayabamba, im Nordwesten an den Distrikt Buldibuyo sowie im Osten an den Distrikt Ongón.